# 2-Méthylpropan-2-ol
Le 2-méthylpropan-2-ol, méthylpropan-2-ol, ou tert-butanol, est un alcool tertiaire de formule brute C4H10O. C'est un des isomères du butanol ; sa formule chimique est communément abrégé en tBuOH. À température supérieure à 25 °C, c'est un liquide transparent et soluble dans l'eau, tout comme l'éthanol.

## Utilisation
Le 2-méthylpropan-2-ol est utilisé comme solvant, dans les dissolvants pour peintures, dans le carburant pour augmenter l'indice d'octane, et comme intermédiaire dans la synthèse d'autres produits chimiques communs comme les parfums.

## Propriétés physico-chimiques
L'encombrement stérique du groupe tert-butyle rend le tert-butanol beaucoup moins nucléophile que les autres isomères du butanol. En outre, il n'est pas oxydable en cétone puisque le carbone central est tertiaire.
En présence d'une base forte, le tert-butanol perd un proton et devient un ion alcoolate.
Par exemple, la déprotonation par l'hydrure de sodium :
NaH + tBuOH → tBuO− + Na+ + H2

## Production et synthèse
Le 2-méthylpropan-2-ol peut être synthétisé industriellement par l'hydratation catalysée de l'isobutène.

## Risques principaux
F : Inflammable
Xn : Nocif
R11,R20,S2,S9,S16.